# Kirche St. Georg (Sosopol)

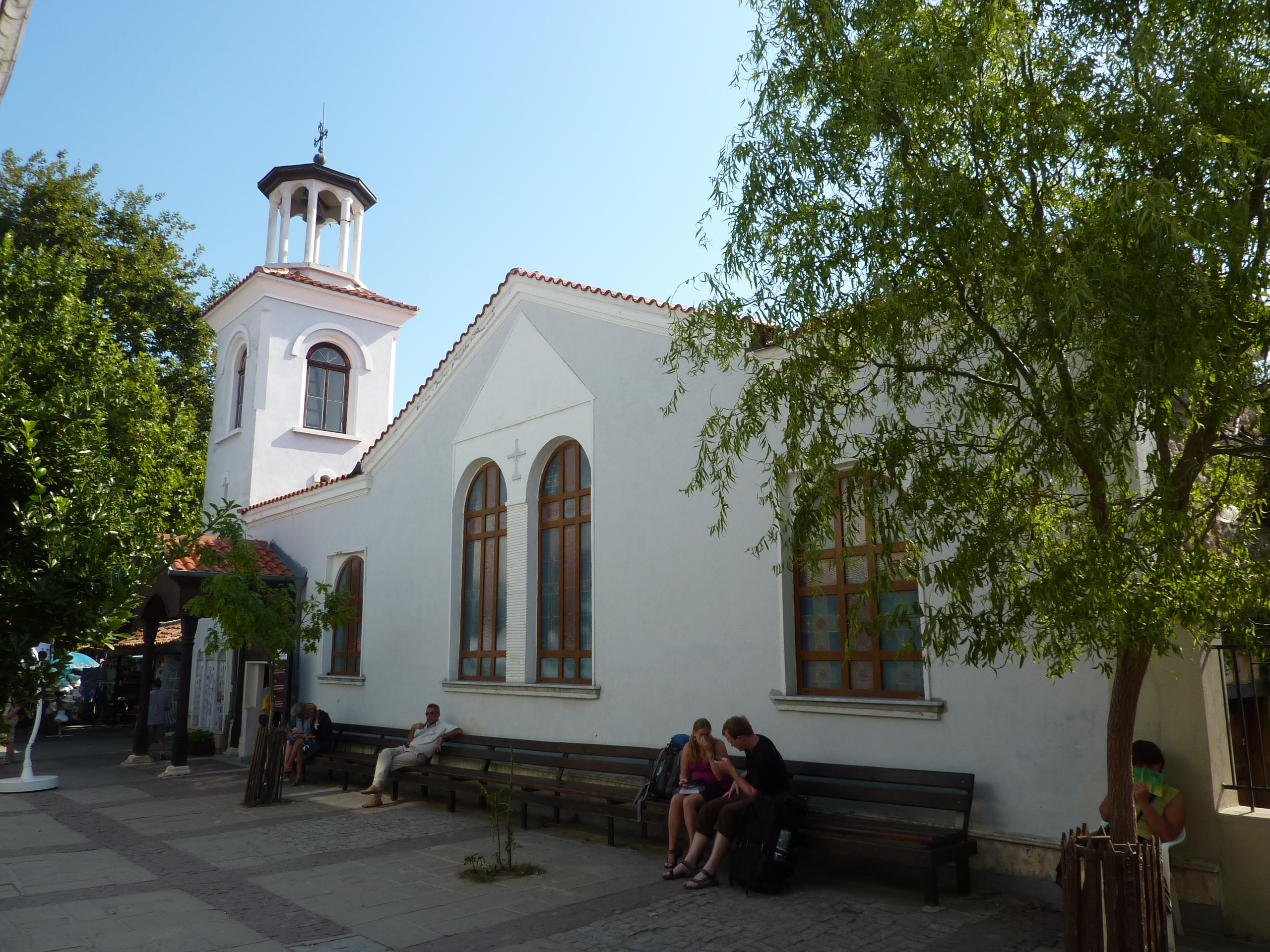
Außenansicht der Kirche

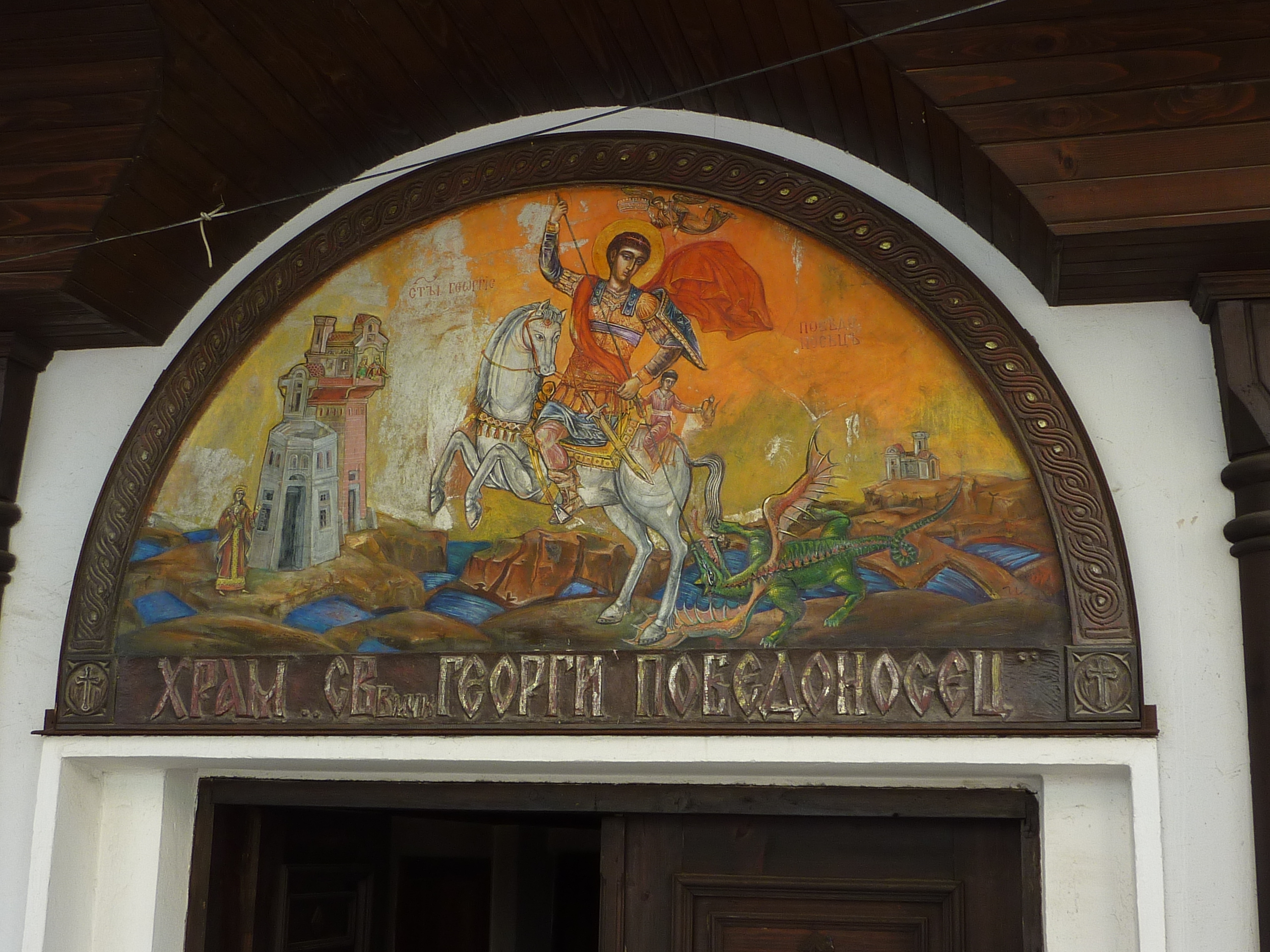
Fresko über dem Eingang: Hl. Georg

Die Kirche Georg der Siegreiche (bulgarisch Свети Георги Победоносец Sweti Georgi Pobedonosez) der bulgarisch-orthodoxen Kirche in der ostbulgarischen Hafenstadt Sosopol ist dem Heiligen Georg geweiht.
Die Kirche befindet sich in der Apolonia Str. 36 in der Altstadt von Sosospol. Der dreischiffige Bau mit anschließendem Glockenturm wurde 1860 in unmittelbarer Nähe der alten Basilika des Stadtklosters Hl. Johannes errichtet. Anfang der 1990er Jahre wurde die mittelalterliche Metropolitenbasilika des Klosters Hl. Johannes in der Altstadt freigelegt und konserviert. Bei Untersuchungen der Georgskirche wurde ein spätantiker Vorgängerbau aus der Zeit um 330 lokalisiert.
Die Georgskirche verfügt über mehrere Ikonen aus der zweiten Hälfte des 19. Jahrhunderts. Des Weiteren werden Teile des Kreuzes Christi und Reliquien des Apostels Andreas aufbewahrt, der nach Berichten der Kirchenväter als Erster das Christentum in der Region verkündete. Während die Ersteren ein Geschenk des ökumenischen Patriarchen Bartholomäus I. waren, stammen die Letzteren aus einem Fund im Sweti Joan Prodrom Kloster.